# 保亭叉柱花
保亭叉柱花（学名：Staurogyne paotingensis）是爵床科叉柱花属的植物，为中国的特有植物。分布在中国大陆的海南等地，生长于海拔300米的地区，常生长在水田中，目前尚未由人工引种栽培。